# Erigone palustris
Erigone palustris là một loài nhện trong họ Linyphiidae.
Loài này thuộc chi Erigone. Erigone palustris được Alfred Frank Millidge miêu tả năm 1991.